# لیک سیتی (کالیفرنیا)
لِیک سیتی (به انگلیسی: Lake City, California) یک منطقه ثبت‌نشده در شهرستان نوادا، ایالت کالیفرنیا است و در ارتفاع ۱۰۳۲ متری سطح دریا قرار دارد. نام این منطقه در زبان فارسی به معنای «شهرِ دریاچه» می‌باشد. این مکان، در نیمه دوم قرن ۱۹ میلادی، یکی از مهم‌ترین مراکز معدن و حمل‌ونقل بود. لیک سیتی در سال ۱۸۵۳ میلادی به ثبت رسید.
لیک سیتی در سال ۱۸۵۳ تأسیس شد، زمانی که اسرائیل جوینر یک کابین در آنجا ساخت. دو سال بعد، گروهی به نام شرکت داچ هیل شروع به استخراج معدن در آنجا کردند. در سال ۱۸۵۵، برادران بل هتلی ساختند و مدتی این شهر به مزرعه بلز معروف بود. در سال ۱۸۵۷، خندق ایروین، که آب را از نهر پورمن در حدود دوازده مایل دورتر می‌آورد، به شهر رسید و به عنوان مرکزی برای استخراج هیدرولیک شروع به رونق کرد. بسیاری از ساکنان اولیه فرانسوی بودند و فرهنگ و زبان فرانسوی رایج بود. در سال ۱۸۵۸، شرکت دریاچه یورکا، که خندق ایروین را تصرف کرده بود، شهری را ایجاد کرد که توسط دفتر منطقه ای خود لنگر انداخته بود. با الهام از یک مخزن یا «دریاچه» که شرکت ساخته بود، آن را لیک سیتی نامیدند. از نظر سیاسی، بخشی از بلومفیلد تاونشیپ بود. در همان سال، هتل لیک سیتی که به آن هتل فرانسوی نیز می‌گویند، با رستوران و سالن افتتاح شد. در سال ۱۸۶۲، هتل سوم برداس، در کنار هتل فرانسوی افتتاح شد. علاوه بر هتل‌ها، این شهر دارای چندین فروشگاه، یک خیاطی و یک کارخانه اره بود که در سال ۱۸۷۱ در آتش سوخت. این شهر همچنین یک کارخانه شلنگ برزنتی و تعدادی خانه داشت. لیک سیتی مدرسه و حوزه انتخاباتی خود را داشت. یک کلیسای کاتولیک در سال ۱۸۷۲ تقدیس شد. جمعیت در اوج خود حدود ۳۰۰ نفر تخمین زده می‌شد. در سال ۱۸۸۰، شهر به یک هتل، یک فروشگاه، یک سالن، آهنگری، یک اصطبل و چندین خانه کاهش یافت. سرشماری سال ۱۸۸۰، ۹۳ نفر ساکنان را شمارش کرد
امروزه هیچ مؤسسه تجاری وجود ندارد، و هیچ اثری از گذشته تاریخی آن خیلی باقی نمانده‌است.